# 新川敏光
新川 敏光（しんかわ としみつ、1956年12月20日 - ）は、日本の政治学者。法政大学法学部教授、京都大学名誉教授。元日本比較政治学会会長。専門は、政治過程論、比較福祉国家研究。

## 略歴

### 学歴
- 1975年 北海道函館中部高等学校卒業
- 1980年 東北大学法学部卒業、大嶽秀夫に師事。
- 1982年 同大学院法学研究科修士課程修了。
- 1990年 カナダ・トロント大学大学院政治学研究科博士課程修了 (Ph.D. in Political Science)。

### 研究歴
- 1988年 新潟大学法学部助教授
- 1992年 同教授
- 1995年 同大学退職、北海道大学法学部教授
- 1997年 同大学院法学研究科教授（組織変更）
- 2003年 同大学退職、京都大学大学院法学研究科教授
- 2006年 京都大学公共政策大学院（大学院公共政策連携研究部・公共政策教育部）教授を併任。（平成26年4月1日から京都大学公共政策大学院公共政策連携研究部・公共政策連携教育部長）
- 2018年 同大学退職、法政大学法学部教授

## 著書

### 単著
- 『日本型福祉の政治経済学』（三一書房、1993年）
- 『戦後日本政治と社会民主主義――社会党・総評ブロックの興亡』（法律文化社、1999年）

増補改題『幻視のなかの社会民主主義』（法律文化社、2007年）
- 『日本型福祉レジームの発展と変容』（シリーズ・現代の福祉国家 1）（ミネルヴァ書房、2005年）
- 『福祉国家変革の理路――労働・福祉・自由』（ミネルヴァ書房、2014年）
- 『田中角栄――同心円でいこう』（ミネルヴァ日本評伝選）（ミネルヴァ書房、2018年）
- 『政治学――概念・理論・歴史』（ミネルヴァ書房、2022年）

### 共著
- 『比較政治経済学』 (有斐閣アルマ) 井戸正伸・宮本太郎・眞柄秀子共著（有斐閣、2004年）
- 『政治学 = Understanding Politics』大西裕、大矢根聡、田村哲樹共著 （有斐閣、2017年）

### 編著
- 『多文化主義社会の福祉国家――カナダの実験』（シリーズ・現代の福祉国家 2）編著（ミネルヴァ書房、2008年）
- 『福祉レジームの収斂と分岐――脱商品化と脱家族化の多様性』（シリーズ・現代の福祉国家 9）編著（ミネルヴァ書房、2011年）
- 『現代日本政治の争点』編 （法律文化社、2013年）
- 『福祉レジーム』（福祉+α）編著 （ミネルヴァ書房、2015年）
- 『国民再統合の政治――福祉国家とリベラル・ナショナリズムの間』編（ナカニシヤ出版、2017年）

### 共編著
- （ジュリアーノ・ボノーリ）『年金改革の比較政治学――経路依存性と非難回避』（ガヴァナンス叢書 1）（ミネルヴァ書房、2004年）
- Ageing And Pension Reform Around The World: Evidence From Eleven Countries, co-edited with Giuliano Bonoli, (Edward Elgar, 2005).
- （大西裕）『世界政治叢書 (9) 日本・韓国』（ミネルヴァ書房、2008年）
- （篠田徹）『労働と福祉国家の可能性――労働運動再生の国際比較』（シリーズ・現代の福祉国家 3）（ミネルヴァ書房、2009年）

### 翻訳
- ジョージ・アンダーソン『連邦制入門』監訳、城戸英樹、辻由希、岡田健太郎訳 （関西学院大学出版会、2010年）
- セバスチャン・ルシュヴァリエ『日本資本主義の大転換』監訳 （岩波書店、2015年）

## 論文

### 雑誌論文
- 「ロバート・ダールにみる多元主義の論理」『東北法学』7号（1983年）
- 「権力論の再構成にむけて」『法学』49巻1号（1985年）
- 「国家と社会――制度論的アプローチをめぐって」『法政理論』21巻4号（1989年）
- 「社会統合の危機と福祉国家」『法政理論』23巻3・4号（1991年）
- 「『日本型福祉』と保守支配体制の再編強化（1-2）」『法政理論』25巻1・2号（1992年）
- 「社会民主主義論再考――スウェーデン研究を手掛かりにして」『法政理論』26巻4号（1994年）
- 「国労にみる戦後左派労働運動の軌跡と悲劇」『法政理論』27巻1号（1994年）
- 「新潟県における開発型政治の形成――初代民選知事岡田正平とその時代」『法政理論』27巻3・4号（1995年）
- 「もう一つの55年体制――交叉階級的連合と企業主義」『北大法学論集』47巻1号（1996年）
- 「日本型福祉体制の特質と変容」『現代思想』（2000年3月号）
- 「戦後社会保障政策の過程と構造」『季刊社会保障研究』37巻1号（2001年）
- 「福祉国家の改革原理――生産主義から脱生産主義へ」『季刊社会保障研究』38巻2号（2002年）
- 「カナダ福祉国家研究の地平」『大原社会問題研究所雑誌』519号（2002年）
- 「グローバル化の中の福祉国家」『季刊家計経済研究』59号（2003年）
- 「カナダ医療保険の現状と課題」『都市問題研究』57巻8号（2005年）
- 「福祉国家の相対化――ガヴァンメントからガヴァナンスへの視座転換」『季刊社会保障研究』41巻3号（2005年）
- 「日本における社会民主主義の可能性――原点が存在する」『生活経済政策』100号（2005年）
- 「不平等と政治的動員戦略」『年報政治学』（2006年）
- 「カナダ連邦政治と国家統合」『法学論叢』1585・6号（2006年）
- 「比較の中の日本型社会保障レジーム――家族主義から自由主義へ」『社会福祉研究』99号（2007年）
- 「自由主義福祉レジームの多様性――断続均衡と漸増主義のあいだ」『法学論叢』159巻5・6号（2007年）－ダニエル・ベランと共同執筆
- 「脱福祉国家時代の社会権」『現代思想』35巻11号（2007年）

### 単行本所収論文
- 「1975年春闘と経済危機管理」大嶽秀夫編『日本政治の争点――事例研究による政治体制の分析』（三一書房, 1984年）
- 「カナダ福祉国家の発展と構造」国武輝久編『カナダの憲法と現代政治』（同文舘, 1994年）
- 「三木武夫――理念と世論による政治」渡邉昭夫編『戦後日本の宰相たち』（中央公論社, 1995年／中公文庫, 2001年）
- "Occupational Welfare and the Japanese Experience," in M. Shalev ed., The Privatization of Social Policy?, (Macmillan, 1996).
- 「日本――日本型福祉の終焉？」岡沢憲芙・宮本太郎編『比較福祉国家論』（法律文化社, 1997年）
- 「戦後日本資本主義とデモクラシー――日本社会党と社会民主主義」内山秀夫・薬師寺泰蔵編『グローバル・デモクラシーの政治世界』（有信堂, 1997年）
- 「歌を忘れたカナリア？――社会党『現実』政党化路線のワナ」山口二郎・生活経済研究所編『連立政治――同時代の検証』（朝日新聞社, 1997年）
- 「医療保険――連邦主義と州権主義の相剋」城戸喜子・塩野谷祐一編『先進諸国の社会保障（3）カナダ』（東京大学出版会, 1999年）
- "The Transformation of Labor Politics in Contemporary Japan: the Rise and Decline of the 1955 Regime and Enterprise Unionism," in Ulrich Kloeti and Katsumi Yorimoto eds., Institutional Change and Public Policy in Japan and Switzerland, (Universitaet Zuerich, 1999).
- "Failed Reform and Policy Changes of the SDPJ," in Otake Hideo ed., Power Shuffles and Policy Processes, edited by (Tokyo: Japan Center for International Exchange, 2000).
- 「階級政治論の再構成」小川浩三編『北海道大学法学部ライブラリー (6) 複数の近代』（北海道大学図書刊行会, 2000年）
- 「福祉国家の世紀と階級政治」宮本太郎編『講座・福祉国家のゆくえ (4) 福祉国家再編の政治』（ミネルヴァ書房, 2002年）
- 「日本における福祉国家の新しい政治」高木郁朗・住沢博紀・T.マイヤー編『グローバル化と政治のイノベーション』（ミネルヴァ書房, 2003年）
- 「政党――労組関係の変容と日本社会党の転落」山口二郎・石川真澄編『日本社会党――戦後革新の思想と行動』（日本経済評論社, 2003年）

## 門下生
- 近藤正基
- 安周永
- 荒木隆人
- 河村有介